# 加藤靖久
加藤 靖久（かとう やすひさ、1976年10月28日 - ）は、日本の俳優。東京都出身。AND ENDLESS所属。妻は女優・声優の遠藤さき。

## 経歴
日本大学鶴ヶ丘高等学校、日本大学藝術学部卒業。
1996年、西田大輔とともにAND ENDLESSを立ち上げる。旗揚げ以来、劇団本公演の全公演に出演している。
2020年4月30日、女優・声優の遠藤さきと結婚したことを自身のTwitterで報告した。
2023年1月28日、第1子となる男児が誕生したことを自身のTwitterで報告した。

## 人物
ロックとカレーが活力源。
中島らもに憧れている。

## 出演作品

### AND ENDLESS公演
- 1996年
  - 「300年目の月夜に　THE NIGHT」（ストアハウス） - ガージ 役
  - 「ワールズ」（銀座小劇場） - ベルドナード 役
- 1997年　
  - 「風が咲く場所へ　FOREVER IN BLUE」（萬スタジオ） - 翔太 役
  - 「MOVE」（萬スタジオ） - 男（明智光秀） 役
  - 「フランスについた日」（ストアハウス） - 主演:陸原雄一郎 役
- 1998年
  - 「300年目の月夜にTHE NIGHT　完全版」（萬スタジオ） - ガージ 役
  - 「RED」（スペース107） - 木曽義仲  役
  - 「白い花束　黒に空」（スペース107） - ガンダム 役
- 1999年
  - 「堕天」「神殿」（2本立て）（アトリエフォンテーヌ） - 大久保利通 役
  - 「DRESS　〜神説・鬼が島〜」（萬スタジオ） - 主演:源頼光 役
  - 「邯鄲の夢」（萬スタジオ） - リーダー 役
  - 「PRAY　〜皇帝か無か〜」（東京芸術劇場小ホール1） - ニッコロ・オルシーニ 役
- 2000年
  - 「美しの水　BLUE/RED」（萬スタジオ） - 武蔵坊弁慶 役
  - 「フランスについた日」 ※再演（ストアハウス） - 主演:陸原雄一郎 役
  - 「デカダン」（スペース107） - パサド 役
  - 「楽園」（日本代表としてソウル特別市にて公演） - ドラブィダ 役 ※第2回フィジカルシアターフェスティバル・イン・ソウル正式参加作品
- 2001年
  - 「乙姫ノ灰」（シアターV赤坂） - 辰巳 役
  - 「堕天」「神殿」（2本立て） ※再演（東京芸術劇場小ホール1） - 西郷隆盛 役
  - 「西遊記」（東京芸術劇場小ホール1） - 紅孩児 役
  - 「Cornelia」（東京芸術劇場小ホール1） - ジーリング 役
- 2002年
  - 「美しの水　BLUE」「RED」「WHITE」（3本立て） ※再演（東京芸術劇場小ホール1） - 武蔵坊弁慶 役
  - 「美しの水　番外編　PURPLE　黄金/御伽/願い/大地」（アトリエフォンテーヌ） - 武蔵坊弁慶 役
  - 「ホタル」（シアターブラッツ） - コニカ 役
  - 「PSY・S」（全労済ホール スペース・ゼロ） - エドモンド大佐 役
- 2003年
  - 「Garnet Opera」（紀伊国屋サザンシアター/新神戸オリエンタル劇場） - 伊達政宗 役
  - 「shorts」（アイピット目白） - 伊達政宗 / 主演:大野右仲 役
  - 「堕天」「神殿」（2本立て）　※再演（俳優座劇場） - 西郷隆盛 役
- 2004年 
  - 「MEMO」（ウエストエンドスタジオ） - コニカ 役
  - 「DECADANCE1」「DECADANCE2」（2本立て） ※再演（全労済ホール スペース・ゼロ） - パサド / トム 役
  - 「FANTASISTA」（紀伊国屋ホール） - ダマシッポス 役
- 2005年　
  - 「西遊記〜千変万化」「百花繚乱」（2本立て） ※再演（全労済ホール スペース・ゼロ） - 牛魔王 役
  - 「SYNCHRONICITY LULLABY」（全労済ホール スペース・ゼロ） - タイニー 役
- 2006年
  - 「BIRTHDAY」（東京グローブ座） - ハトリ 役
  - 「美しの水　WHITE/BLUE/ RED」（3本立て） ※再演（シアターΧ/東京芸術劇場小ホール1/新神戸オリエンタル劇場/シアターアプル） - 武蔵坊弁慶 役
  - 「美しの水　番外編　PURPLE　黄金/御伽/息吹/願い/大地」（東京芸術劇場小ホール1/シアターアプル） - 武蔵坊弁慶 役
- 2007年 
  - 「Garnet Opera」 ※再演（東京グローブ座） - フロイス 役
  - 「ONLY SILVER FISH」「+ GOLD FISH」（2本立て）（笹塚ファクトリー） - ワイズナー 役
  - 「子どものナイフ」（シアターΧ） - シカネーダー 役
  - 「CLASSICS series vol.1」（東京芸術劇場小ホール1） - ロベール / 狩野探幽 / 山海丸 役
- 2008年
  - 「堕天」「神殿」（2本立て+外伝） ※再演（東京芸術劇場小ホール1） - 桂小五郎 役
  - 「DECADANCE」（3本立て） ※再演（全労済ホール スペース・ゼロ） - パサド / トム / ローズウェル 役
  - 「CLASSICS series vol.2」（東京芸術劇場小ホール1） - 白虎 / ジーリング 役
- 2009年　
  - 「WORLDS」（2本立て） （東京芸術劇場小ホール1） - マーロー 役
- 2010年
  - 「PANDORA’S BY ME」（2本立て）　（東京芸術劇場小ホール1） - ニコル・インディアン / ローレン 役
  - 「枯れるやまぁ　のたりのたりと　まほろぼよ　あぁ悲しかろ　あぁ咲かしたろ」（シアターΧ） - 主演:石川五右衛門 役
- 2011年
  - 「堕天・神殿・遅咲きの蒼」（3本立て） ※再演（前進座劇場） - 西郷隆盛 役
  - 「美しの水 WHITE/BLUE/RED/PURPLE　黄金/御伽/息吹/願い/大地」 ※再演（シアター1010） - 武蔵坊弁慶  役
- 2016年
  - 「ENDorphin」　全労済ホール/スペース・ゼロ / 男2 役

### Office ENDLESS produce
- 2004年 
  - 「ジーザス・クライスト・レディオ・スター」（シアターΧ） - ベンゴ横山 役
- 2005年
  - 「桜の森の満開の下」（シアターΧ） - ムツ 役
- 2006年
  - 「KiRite」（シアターサンモール） - バンカ 役
- 2010年
  - 「ゆめゆめこのじ/Madam river and Mr.sofa」（2本立て） （笹塚ファクトリー） - レーマン 役
- 2011年
  - 「熱海殺人事件　モンテカルロ・イリュージョン」 - 速水健作 役
- 2012年
  - 「Re:ALICE」 - エンジ 役
  - 「四谷怪談」 - 堀部安兵衛 役
- 2015年
  - 「四谷怪談」 - 堀部安兵衛 役

### DisGOONie produce
- 2016年
  - 「Sin of Sleeping Snow」Zeppブルーシアター六本木 / 飯富源四郎 役

### 客演舞台
- 1995年　
  - T-PLANプロデュース「ガラシャ」（タイニイアリス）
  - T-PLANプロデュース「男道」（タイニイアリス）
- 1996年
  - T-PLANプロデュース「大和」（シアターモリエール）
  - T-PLANプロデュース「恋愛ピープル」（シアターモリエール）
- 1997年　
  - T-PLANプロデュース「春風仇夢」（シアターモリエール）
  - 男塾公演「男の90分」（明石スタジオ）
  - ワイルド・ライフ・メーカーズ「narrow escape」（萬スタジオ）
- 1998年
  - KOMACHI「メルヒェン・エルサレムから」（スペース107）
- 1999年
  - BQMAP「天は屋根　空は窓」（シアターサンモール）
- 2000年
  - project crescent「X MANDAMENTO」（シアターサンモール）
- 2001年
  - 劇団劇団「投げ喫茶」（アルスノーヴァ）
- 2002年
  - メトロポリスプロジェクト第3話「9×2」（ストアハウス）
- 2003年
  - 劇団劇団「迷信フォニー・優しい女・られっこ」（タイニイアリス）
  - SUNDYプレゼンツ「飛行機雲」（サンエール鹿児島/DUOステージBBS） - 横堂 役
  - アジアの宝石「The Goth-chic」（銀座みゆき館） - バイロン 役
- 2004年　
  - アジアの宝石「異傳　義血侠血」 - 演出・主演　※ゆうばり国際ファンタスティック映画祭2004正式参加作品
- 2005年
  - SUNDYプレゼンツ「飛行機雲」（シアターサンモール） - 横堂 役
  - project jesus vol.1「ジーザス・クライスト・レディオ・スター」（エコー劇場） - ベンゴ横山 役
- 2006年
  - project jesus vol.2「ジーザス・クライスト・サムライ・スター」（笹塚ファクトリー） - 伊賀の段蔵 役
- 2007年
  - project jesus vol.3「ジーザス・クライスト・レディオ・スター」（東京芸術劇場小ホール2） - ベンゴ横山 役
- 2008年
  - ダイスプロデュース「となりの守護神」（シアターサンモール）
  - project jesus vol.4「ジーザス・クライスト・レディオ・スター」（東京芸術劇場小ホール2） - ベンゴ横山 役
- 2009年　
  - project jesus vol.5「ジーザス・クライスト・サムライ・スター」（笹塚ファクトリー） - 伊賀の段蔵 役
- 2010年
  - FUKAIPRODUCE羽衣第11回公演「あのひとたちのリサイタル」（シアタートラム）
  - ゲキバカ「WILD TURKY」（東京芸術劇場小ホール2） - 加藤 役
- 2011年
  - ゲキバカ「ローヤの休日」（王子劇場/in→dependent theatre 1st/ナンジャーレ） - ニャンキー  役
- 2012年
  - ゲキバカ「ニトロ」（G Pit/in→dependent theatre 1st） - 桜木 役
  - 南青山マンダラ presents 「岸田国士を読む」（南青山マンダラ）
  - 舞台「戦国BASARA3　瀬戸内響嵐」（東京ドームシティホール/シアターBRAVA!） - 立花宗茂 役
  - 舞台「BASARA」（全労済ホール スペース・ゼロ） - 角じい 役
- 2013年
  - FUKAIPRODUCE羽衣第15回公演「サロメvsヨカナーン」（東京芸術劇場　シアターイースト） - ヨカナーン6 役
  - office COLORS×オゾン プレゼンツ 第1回公演 「仮装童貞」（シアターシャイン） - 沢田 役
  - 「人狼 ザ・ライブプレイングシアター X 新撰組 〜壬生村の狼〜」（吉祥寺シアター） - 近藤勇 役
  - 舞台「戦国BASARA　武将祭2013」（有明コロシアム） - 立花宗茂 役
  - 「人狼 ザ・ライブプレイングシアター #06:VILLAGE IV」（シアターブラッツ） - 局長サミー 役
  - ゲキバカ2013秋公演「Four Roses」（東京芸術劇場 シアターウエスト） - 三瀬 役
  - 「人狼 ザ・ライブプレイングシアター #07:CASTLE　月虹に浮かぶ城」（相鉄本多劇場） - 局長サミー / 近藤勇 役
  - 「ノブナガ・ザ・フール　act.1 乱の胎動」（NEW PIER HALL） - 主演:オダ・ノブナガ  役（LIVE ACT）
  - 「人狼 ザ・ライブプレイングシアター #08:MISSION The Castle Job」（上野ストアハウス） - サミー 役
- 2014年
  - 舞台「BASARA　第二章」（シアター1010） - 角じい 役
  - 「サイコメトラーEIJI　〜時計仕掛けのリンゴ」（CBGKシブゲキ!!） - 西巻丈二 役
  - 「人狼 ザ・ライブプレイングシアター #11:VILLAGE VI　春風の薫る村」（サンモールスタジオ） - 局長サミー 役
  - 「ノブナガ・ザ・フール　act.2 乱の恋人」第2回公演（TOKYO DOME CITY HALL） - 主演:オダ・ノブナガ 役（LIVE ACT）
  - 「OASIS」（シアターサンモール） - ジャガー 役
  - 「人狼 ザ・ライブプレイングシアター #12:STEAM 機巧人形と月の艇」（シアターグリーン BIG TREE THEATER） - サミー 役
  - 「ノブナガ・ザ・フール　act.3 最後の晩餐」第3回公演（有明コロシアム） - 主演:オダ・ノブナガ  役（LIVE ACT）
  - 「人狼 ザ・ライブプレイングシアター #13:VILLAGE VII 夏草がそよぐ村」（シアターKASSAI） - 局長サミー 役
  - 「人狼 ザ・ライブプレイングシアター X 新撰組　〜壬生村の狼　至誠の巻〜」（CBGKシブゲキ!!） - 近藤勇 役
  - 「ちはやぶる神の国　〜 異聞・本能寺の変 〜」（シアターサンモール） - 明智光秀 役
  - STORE HOUSE Collection 日韓演劇週間Vol.2　ゲキバカ「男の60分」（上野ストアハウス）
  - 「人狼 ザ・ライブプレイングシアター #16:VILLAGE IX 雪の花咲ける村」（シアターKASSAI） - 局長サミー 役
- 2015年
  - 「隣人の奏でる和音」（小劇場てあとるらぽう） - 編集長 役
  - 「人狼 ザ・ライブプレイングシアター #17:DEPTH 贖罪の海」（情報通信交流館 e-とぴあ・かがわ） - 1st Chiefサミー 役
  - 「人狼 ザ・ライブプレイングシアター #18:MISSION II The Buggy Job」（萬劇場） - マフィア幹部サミー 役
  - 「人狼 ザ・ライブプレイングシアター #20:STEAM II 機巧人形と月の鉱石」（シアターグリーン BIG TREE THEATER） - 片翼の軍神サミー 役
  - 舞台「ダイヤのA」The LIVE（Zeppブルーシアター六本木） - 片岡監督 役
  - 「人狼TLPTxPSYCHO-PASS サイコパス〜INNOCENT MURDERER（無垢なる殺人者）〜」（シアターサンモール） - 不知火恭 役
  - Casual Meets Shakespeare Vol.3「The Twelfth Night」（新宿シアターモリエール） - オーシーノ 役
  - 「人狼 ザ・ライブプレイングシアター　#21:SPECIAL VILLAGE 三周年記念公演」（新宿村LIVE） - 局長サミー / 応援団サミー（伊佐見靖久） / 近藤勇 役
  - 「人狼 ザ・ライブプレイングシアター　サテライトSP X'mas VILLAGE」（博多リバレインホール） - 局長サミー 役
- 2016年
  - 「人狼 ザ・ライブプレイングシアター　#22：DEPTH II 贖罪の海〜SPIRAL〜」（新宿村LIVE） - 1st Chiefサミー 役　
  - 舞台「ダイヤのA」The LIVE II（天王洲銀河劇場/名古屋文理大学文化フォーラム大ホール/森ノ宮ピロティホール） - 片岡監督 役　
  - 舞台「クジラの子らは砂上に歌う」（AiiA 2.5 Theater Tokyo） - ハクジ  役
  - 「人狼 ザ・ライブプレイングシアター　SUMMER RUSH! 2016」（新宿村LIVE） - 局長サミー 役
  - 舞台「ダイヤのA」The LIVE III（Zeppブルーシアター六本木） - 片岡監督 役
  - はぶ談戯vol.19「刺毛-シモウ-」 テアトルBONBON / 御園陽一 役
- 2017年
  - 「人狼 ザ・ライブプレイングシアター　#26:FLAG　裁きの神と呪われし秘宝」新宿村LIVE/ 副船長サミー 役
  - 舞台「龍よ、狼と踊れ〜Dragon,Dance with Wolves〜」CBGK シブゲキ！！ / 近藤勇 役
  - 舞台「ダイヤのA」The LIVE Ⅳ　シアター1010、梅田芸術劇場　シアター・ドラマシティ / 片岡監督 役
  - はぶ談戯vol.19.5「あ・らかると」 ホボホボ / リュウノスケ 役
  - 「人狼 ザ・ライブプレイングシアター　X 新撰組外伝〜払暁の狼〜」全労済ホール/スペース・ゼロ/ 近藤勇 役
  - 「人狼 ザ・ライブプレイングシアター　X 宇宙兄弟 Rebellion of the Fullmoon」全労済ホール/スペース・ゼロ/ 新田零次 役
  - 舞台「ダイヤのA」The LIVE Ⅴ　新神戸オリエンタル劇場、ＭＳアステールプラザ　中ホール、北九州芸術劇場、シアター1010 / 片岡監督 役
  - 「人狼 ザ・ライブプレイングシアター　5th Anniversary #27:VILLAGE ⅩⅢ　福岡公演」博多リバレインホール/局長サミー 役
  - はぶ談戯vol.20「やわらかい扉」 テアトルBONBON/犬山 役
- 2018年
  - 「人狼 ザ・ライブプレイングシアター　#28:VILLAGE ⅩⅣ　月凍る夜」新宿村LIVE　/ 局長サミー 役
  - 舞台「クジラの子らは砂上に歌う」　AiiA 2.5 Theater Tokyo　/ハクジ 役
  - 舞台「龍よ、狼と踊れ〜Dragon,Dance with Wolves〜」〜草莽の死士〜　紀伊國屋サザンシアター TAKASHIMAYA / 近藤勇 役
  - 鯛プロジェクト第2回公演「愛なき世界のスイート・ツイート / 阿久太陽 役
  - 「人狼 ザ・ライブプレイングシアター　#29:MISSION III The Amarican Job」全労済ホール／スペース・ゼロ　/ サミー 役
  - ピウス企画「ペインコレクター」シアターグリーン BIG TREE THEATER/ 渡辺銀 役
  - 舞台　「鉄コン筋クリート」天王洲 銀河劇場 / 福助 役
- 2019年
  - 舞台　ゲキバカ 新春の二本立て公演「ごんべい/ごんべい2（仮）」吉祥寺シアター / 五代目 役
  - 舞台　「機動戦士ガンダム00 -破壊による再生-Re:Build」日本青年館ホール、森ノ宮ピロティホール / セルゲイ・スミルノフ 役
  - 舞台　ピウス企画「女王の戦略」シアターグリーン BIG TREE THEATER / 黒岩清玄 役
  - 舞台　ピウス企画「モナルコマキ-石川五右衛門異譚-」シアターグリーン BIG TREE THEATER / 石川参左衛門 役
  - 舞台「この音とまれ!」スペース・ゼロ、ももちパレス、森ノ宮ピロティホール / 久遠源 役
  - 「人狼 ザ・ライブプレイングシアター　7周年記念公演 #35:STELLA」新宿村LIVE / サミー 役
  - 舞台　はぶ談戯vol.21「にじゅう～昭和歌謡短編集其の三～」テアトルBONBON　/　川崎貴弘 役
  - 舞台「巌窟王 Le théâtre」スペース・ゼロ　/ ジョバンニ・ベルッチオ　 役
- 2020年
  - 舞台　「FINAL FANTASY BRAVE EXVIUS」THE MUSICAL」天王洲 銀河劇場、AiiA 2.5 Theater Kobe / 劫火のヴェリアス 役　※公演中止により配信のみ
  - 舞台　人狼TLPT S「デビルズプレイ」萬劇場、シアターグリーン BIG TREE THEATER / 黒岩清玄 役　※公演延期
  - 舞台　ピウス企画「ダブルエフェクト」シアターグリーン BIG TREE THEATER　※公演延期
  - 舞台　「機動戦士ガンダム00 -破壊による覚醒-Re:(in)nobvation」新国立劇場 中劇場 / セルゲイ・スミルノフ 役　※公演延期
- 2024年
  - 進戯団 夢命クラシックス×07th Expansion vol.9『うみねこのなく頃に〜Stage of the golden Witch〜Episode3』全労済ホール スペース・ゼロ / ロノウェ 役[6]
  - 舞台「ヴィンランド・サガ 〜海の果ての果て 篇〜・〜英雄復活 篇〜」全労済ホール スペース・ゼロ / アスゲート 役[7]
  - 舞台『カタバミ』シアターサンモール[8]
  - 進戯団 夢命クラシックス×07th Expansion vol.10『うみねこのなく頃に〜Stage of the golden Witch〜Episode4』全労済ホール スペース・ゼロ / ロノウェ 役[9]
- 2025年
  - 音楽劇「無人島に生きる十六人」日本青年館ホール 杉田丑五郎 役[10][11]
  - 進戯団 夢命クラシックス×07th Expansion vol.11『うみねこのなく頃に〜Stage of the golden Witch〜Episode5』全労済ホール スペース・ゼロ / ロノウェ 役[12]

### 映画
- 2003年
  - 「宙ぶらりん」(※R18公開題「SEX配達人 おんな届けます」/別題「弁当屋の人妻 もう一品、私はいかがですか?」)（監督:堀禎一） - 小野寺進 役
- 2005年
  - 「シベリア超特急　欲望列車」（監督:ぼん西田・なかたけい） - 刑事 役
  - 「剣-TSURUGI」（監督:中田圭） - 主演・Χ  役
    - ※2006年4月ロードショー
    - ※ゆうばり国際ファンタスティック映画祭2005出品
    - ※東葛映画祭2005出品
- 2006年
  - 「4日間」（監督:やなぎさわやすひこ） - 主演
  - 「笑い虫」(※R18公開題「色情団地妻 ダブル失神」/別題「わ・れ・め」)（監督:堀禎一） - 向井 役

- 2008年　
  - 「正しい伝説のススメ」（監督:橋本剛実） - 皐月 役
  - 「先生、夢まちがえた」（監督:古澤健） - 健一 役

### テレビドラマ
- NHK 土曜時代劇 『隠密八百八町』（2011年） - 忍び 役

### その他
- ノブナガ・ザ・フール（2013年） - オダ・ノブナガ 役（Live Act）